# Subcontinent indi

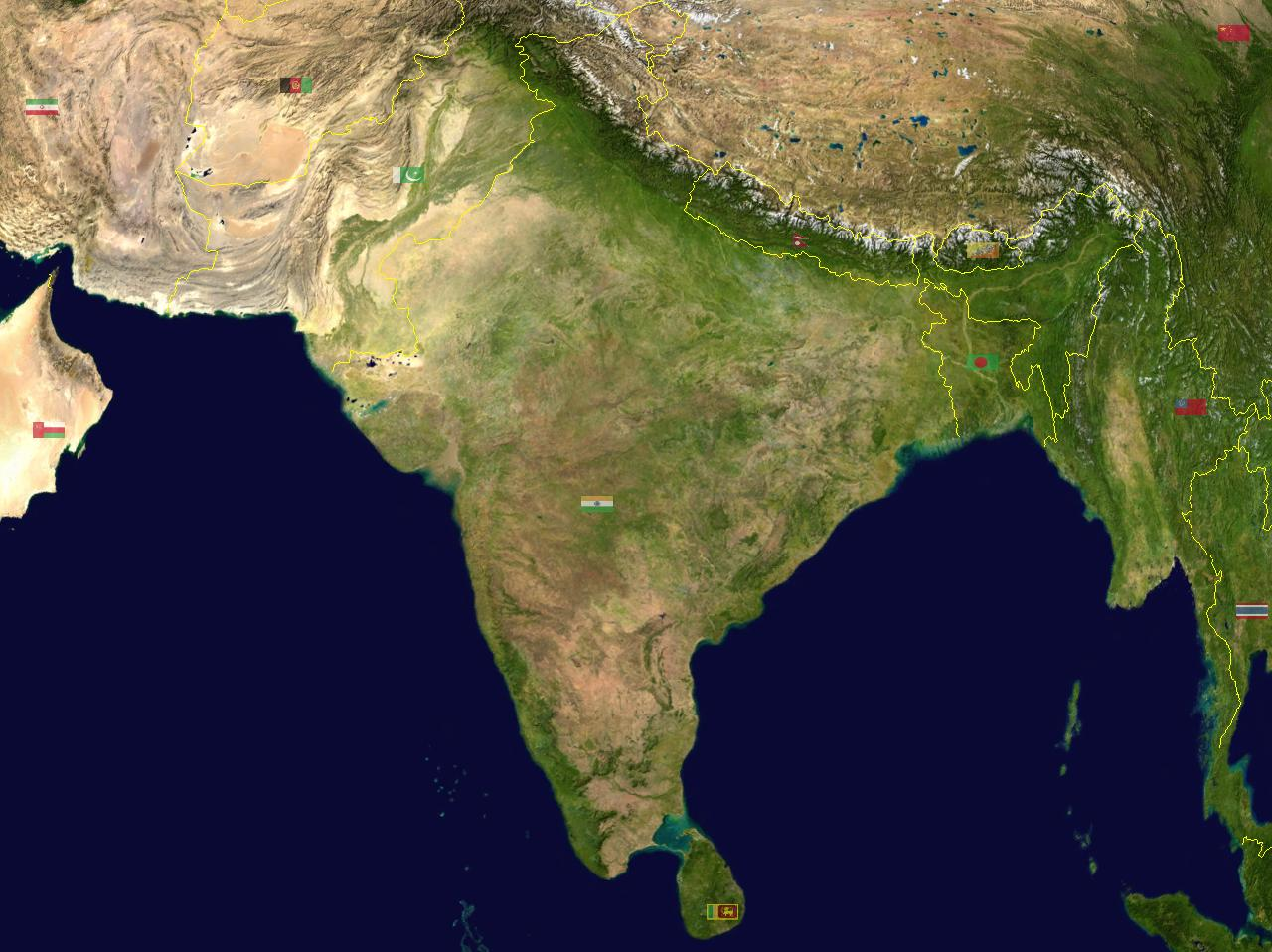
Imatge per satèl'lit del subcontinent indi

El subcontinent indi, conegut al Pakistan, Indo-Pak subcontinent, o sigui, el subcontinent indo-pakistanès, és una porció de l'Àsia, al sud de l'Himàlaia. El terme «subcontinent indi» s'utilitza normalment en els camps de l'arqueologia, la lingüística i la història. Així, els termes «subcontinent indi» i «Àsia del Sud» s'utilitzen sovint indistintament per designar la regió, tot i que el terme geopolític del sud d'Àsia inclou sovint Afganistan, que d'una altra manera es podria classificar com a Àsia central.

## Geografia política
Políticament, en formen part els següents estats actuals de l'Índia, Pakistan, Bangladesh, Nepal, Bhutan, Sri Lanka i les illes Maldives. Tots aquests països són membres de l'Associació Sud-asiàtica per a la Cooperació Regional (South Asian Association for Regional Cooperation, SAARC). Geogràficament es considera que el subcontinent indi inclou també alguns territoris controlats actualment per la Xina i Birmània. Té una superfície d'uns 4.480.000 km², el 10% de tota l'Àsia. Segons Chris Brewster i Wolfgang Mayrhofer, l'Índia, Pakistan, Bangla Desh, Sri Lanka, Nepal i Bhutan constitueixen el subcontinent indi. Brewster i Mayrhofer també mantenen que amb l'Afganistan i les Maldives inclosos la regió es coneix com a Àsia del Sud. La perifèria del subcontinent, que inclou el Pakistan, Bangla Desh i les cadenes d'illes de les Maldives, compta amb grans poblacions musulmanes, mentre que el cor, que inclou la major part de l'Índia, el Nepal i Sri Lanka, són majoritàriament hindús o budistes. Com que la majoria d'aquests països es troben a la placa índia, una massa terrestre contínua, les fronteres entre països són sovint un riu o una terra de ningú.
Geològicament, el subcontinent indi prové de l'Índia insular, una massa terrestre aïllada que es va separar del supercontinent de Gondwana durant el Cretaci i es va fusionar amb la massa terrestre d·Euràsia fa gairebé 55 milions d'anys, formant l'Himàlaia. Històricament, així com fins a l'actualitat, és i ha estat la regió més poblada del món, amb aproximadament el 20-25 per cent de la població mundial en tot moment de la història. Geogràficament, és la regió peninsular del sud d'Àsia, delimitada per l'Himàlaia al nord, l'Hindu Kush a l'oest i l'Arakan a l'est. Les regions geogràfiques veïnes del subcontinent inclouen l'altiplà tibetà al nord, la península d'Indoxinesa a l'est i l'altiplà Iranià a l'oest i l'oceà Índic al sud.
La definició precisa d'un «subcontinent indi» en un context geopolític és una mica discutida, ja que no hi ha una definició globalment acceptada sobre quins països formen part del sud d'Àsia o del subcontinent indi. Ja sigui el subcontinent indi o el sud d'Àsia, la definició de l'extensió geogràfica d'aquesta regió varia. L'Afganistan, tot i que sovint es considera una part del sud d'Àsia, normalment no està inclòs al subcontinent indi. Maldives, un país insular format per un petit arxipèlag al sud-oest de la península, encara que es considera, en gran part, part del subcontinent indi, de vegades és esmentat per fonts, inclòs el Fons Monetari Internacional, com un grup d'illes allunyades del subcontinent indi. en direcció sud-oest.

## Nom
Segons l'Oxford English Dictionary, el terme subcontinent significa una "subdivisió d'un continent que té una identitat geogràfica, política o cultural diferent" i també una "gran massa terrestre una mica més petita que un continent". El seu ús per significar el subcontinent indi s'evidencia des de principis del segle xx, quan la major part del territori formava part de l'Imperi Britànic, ja que era un terme convenient per referir-se a la regió que comprenia tant l'Índia Britànica com l'Índia. els estats principescos sota la supremacia britànica.
Subcontinent indi com a terme ha estat particularment comú a l'Imperi Britànic i els seus successors, mentre que el terme Àsia del Sud és l'ús més comú a Europa i Amèrica del Nord. Segons els historiadors Sugata Bose i Ayesha Jalal, el subcontinent indi ha arribat a ser conegut com el sud d'Àsia "en un llenguatge més recent i neutral". L'indòleg Ronald B. Inden argumenta que l'ús del terme Àsia del Sud s'està generalitzant ja que distingeix clarament la regió de l'Àsia oriental. Mentre que el sud d'Àsia, un terme més acurat que reflecteix les demarcacions polítiques contemporànies de la regió, està substituint el subcontinent indi, un terme molt lligat a l'herència colonial de la regió, com a terme de cobertura, aquest últim encara és molt utilitzat en els estudis tipològics.
Des de la partició de l'Índia, els ciutadans del Pakistan (que es va independitzar de l'Índia britànica el 1947) i Bangla Desh (que es va independitzar del Pakistan el 1971) sovint perceben l'ús del subcontinent indi com a ofensiu i sospitós a causa de la ubicació dominant de l'Índia a l'Índia. el terme. Com a tal, s'utilitza cada cop menys en aquests països.  Mentrestant, molts analistes indis prefereixen utilitzar el terme a causa dels aspectes comuns socioculturals de la regió. La regió també ha estat anomenada "subcontinent asiàtic", "subcontinent asiàtic del sud", així com "Índia" o " Gran Índia " a l'època clàssica i pre - sentit modern.

## Formació

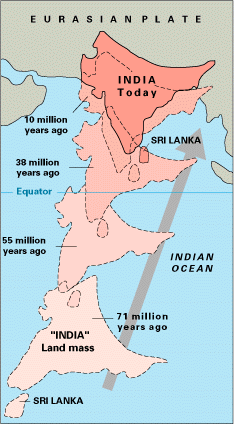
Degut al moviment de les plaques tectòniques, la placa índia es va separar amb la de Madagascar i va xocar amb la placa eurossiàtica, resultant en la formació de l'Himalaya

El subcontinent indi abans formava Gondwana, un supercontinent format durant el neoproterozoic tardà i el paleozoic inicial, que va començar a trencar-se durant el Mesozoic. La placa índica va separar-se de l'Antàrtida fa 130-120 milions d'anys i de Madagascar fa uns 90 milions d'anys, va derivant posteriorment cap al nord-est, xocant amb la placa euroasiàtica fa gairebé 55 milions d'anys, cap al final del Paleocè. La zona on es troben la placa eurasiàtica i la placa índica roman activa geològicament, propensa a terratrèmols importants.
Fisiogràficament, és una regió peninsular del sud d'Àsia delimitada per l'Himàlaia al nord, l'Hindu Kush a l'oest i la Serralada de l'Arakan a l'est. S'estén cap al sud fins a l'oceà Índic amb el mar d'Aràbia al sud-oest i la badia de Bengala al sud-est. La major part d'aquesta regió descansa a la placa índia i està aïllada de la resta d'Àsia per grans barreres muntanyoses. Les Illes Laccadives, les Maldives i l'arxipèlag de Txagos són tres sèries d'atols de corall, cais i fèroe a la placa índia juntament amb la serralada Txagos–Laccadive, una dorsal submarina que es va generar per la deriva nord de la placa índia sobre el punt calent de la Reunió durant el Cretaci i el primer Cenozoic. L'arxipèlag de les Maldives s'aixeca des d'un soterrani d'abocaments de basalt volcànic des d'uns 2000 m de profunditat que formen la part central de la carena entre Laccadives i el Gran Banc de Chagos.

## Geografia

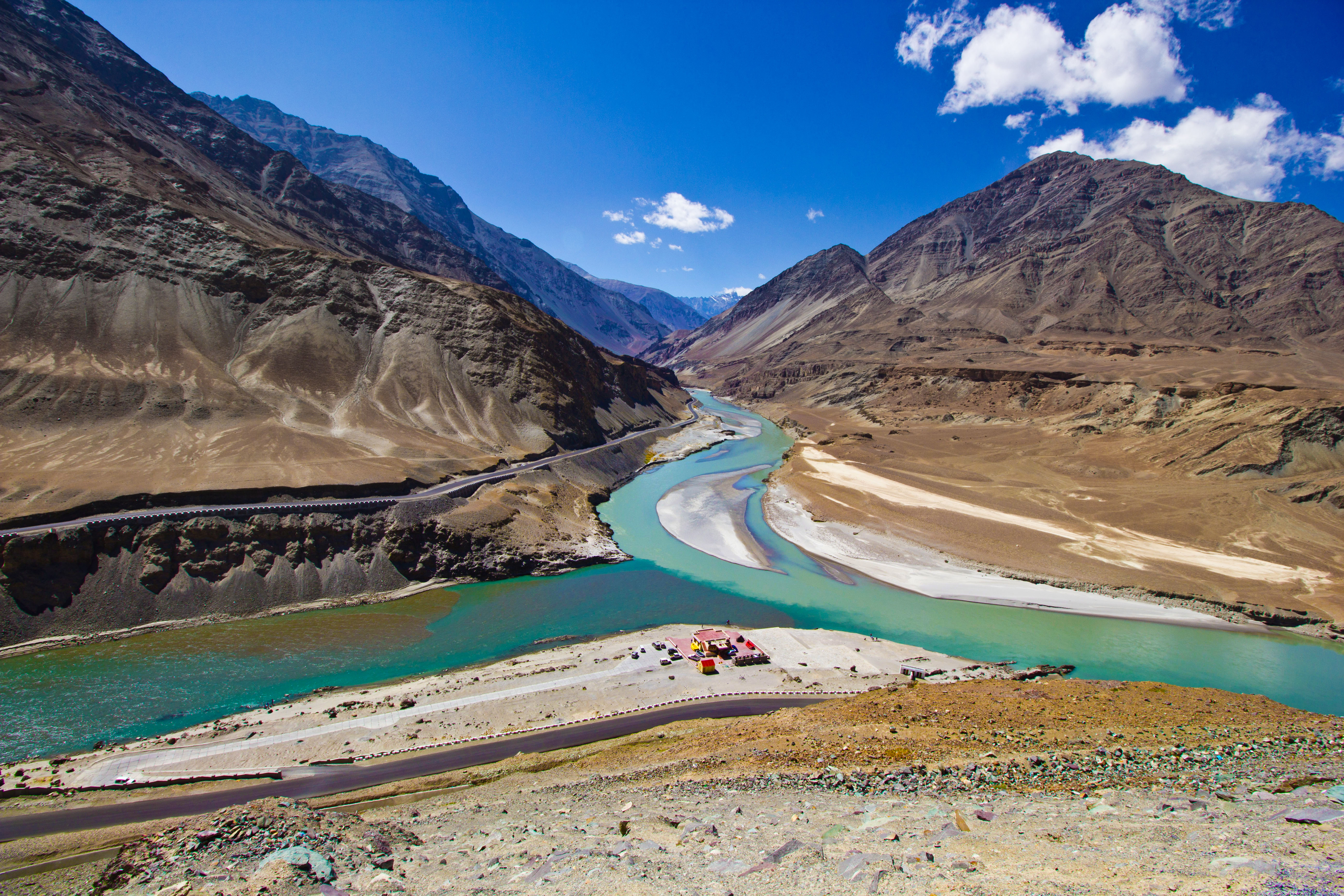
L'Indus defineix gran part de l'ecosistema del subcontinent indi

Segons l'antropòleg John R. Lukacs, "el subcontinent indi ocupa la massa més gran continental del sud d'Àsia". Segons l'historiador BN Mukherjee, "El subcontinent és una entitat geogràfica indivisible". Segons el geògraf Dudley Stamp, "potser no hi ha cap part continental del món millor marcada per la natura com a regió o "regne" per si mateix que el subcontinent indi".
Aquesta massa terrestre física natural al sud d'Àsia és la porció de terra seca de la placa índica, que ha estat relativament aïllada de la resta d'Euràsia. L'Himàlaia (des del riu Brahmaputra a l'est fins al riu Indus a l'oest), Karakoram (des del riu Indus a l'est fins al riu Yarkand a l'oest) i les muntanyes de l'Hindu Kush (des del riu Yarkand cap a l'oest) formen el seu límit nord. A l'oest limita amb parts de les serres de l'Hindu Kush, Safed Koh, Muntanyes Sulayman, muntanyes Kirthar, serralada Brahui i serralada de Pab entre d'altres, amb el cinturó de plegament occidental al llarg de la frontera (entre la serralada de Sulaiman i la falla de Chaman) és el límit occidental de la placa índia, on, al llarg de l'Hindu Kush oriental, es troba la frontera entre l'Afganistan i el Pakistan. A l'est, limita amb els turons de Patkai, Naga, Lushai i Xin. L'oceà Índic, el Golf de Bengala i el mar d'Aràbia formen el límit del subcontinent indi al sud, sud-est i sud-oest.

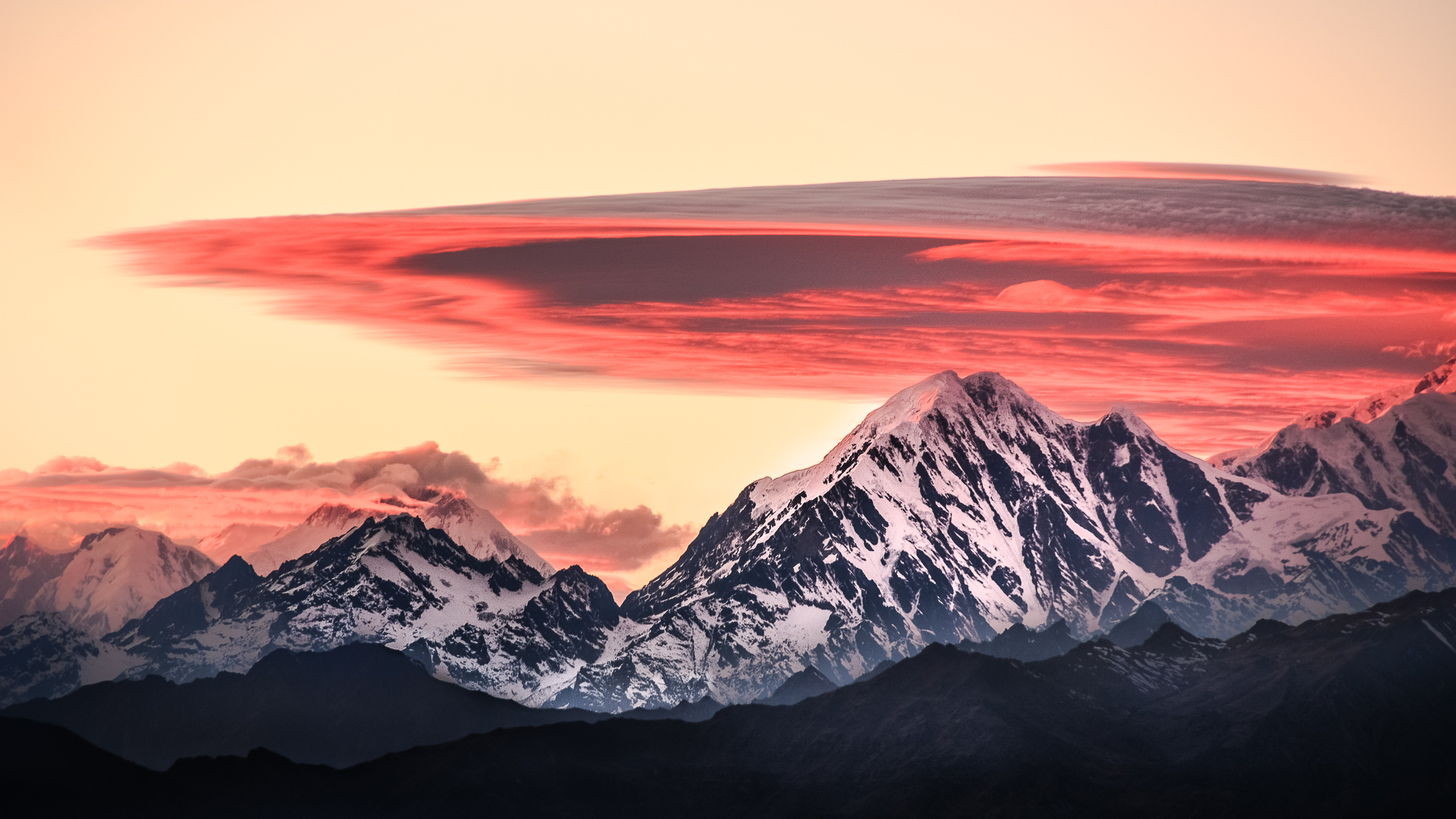
Els interiors rocosos de l'Himàlaia

Donada la dificultat de pas per l'Himàlaia, la interacció sociocultural, religiosa i política del subcontinent indi ha estat en gran part per les valls de l'Afganistan al nord-oest, les valls de Manipur al seu est i per rutes marítimes. També s'ha produït una interacció més difícil però històricament important a través de passatges iniciats pels tibetans. Aquestes rutes i interaccions han portat a la propagació del budisme fora del subcontinent indi cap a altres parts d'Àsia. I l'expansió islàmica va arribar al subcontinent indi de dues maneres, a través de l'Afganistan per terra i a la costa de l'Índia a través de les rutes marítimes del mar d'Aràbia.

## Les civilitzacions
Al nord, les fèrtils planes del Indus i el Ganges foren el focus de grans civilitzacions des del 2000 aC, van seguir sent el centre de les principals potències que van governar l'Índia, i avui encara inclouen les zones més poblades de l'Índia. L'Himàlaia restringeix el contacte amb la resta d'Àsia tret de passos estrets com el de Khyber al nord-oest, determinant que les influències externes van arribar a través de l'actual Afganistan amb les primeres onades de pobles migrants procedents de l'Àsia central, i a partir de l'any 1000 dC, els musulmans van establir regnes al nord de l'Índia.
La península meridional de l'Índia consisteix en gran part en un altiplà boscós conegut com el Dècan, amb grans rius que desemboquen al mar, va ser el bressol de diversos dels primers pobles indígenes, i molts grups tribals encara viuen a la selva de l'Índia central i oriental.
El sud es va mantenir en gran part intacte per les invasions musulmanes del nord i manté una cultura hindú tradicional sense diluir que és força diferent de la de les planes del nord, es parlen idiomes d’origen antic, com el tàmil, el telugu i el malayalam, amb gramàtiques i escriptures complexes força diferents de l’urdu del nord amb influència hindi, bengalí i persa.
Les barreres físiques terrestres van configurar gran part de la història interna de l’Índia i l’accessibilitat per mar va suposar el contacte amb el món exterior, amb comerç entre l'Índia i el món romà per mar, i les fines sedes, cotons i or del subcontinent eren reconeguts a tot el món antic. L'islam va arribar per mar des d'Aràbia cap al 700 i els primers contactes amb l'Europa moderna foren comercials, primer amb els portuguesos i, més tard, amb britànics, holandesos, francesos i danesos. Els britànics van esdevenir dominants en el comerç amb l'Índia, i van aconseguir governar el territori.